# 송영전
송영전(宋泳典, 1983년 3월 27일 ~ )은 대한민국의 영화감독이다. 그는 원래 드럼전공으로 세션맨이 꿈이었으나, 군대에서 준비한 시나리오가 2005년 영화진흥위원회 시나리오 공모전 대상을 받음으로써, 영화연출로 진로를 바꾸게 되었다. 현재 동성애를 다룬 "Wall"과 실험영화 "4.33 Zombie"를 연출하였고, "Wall"은 부산국제영화제에서 관계자를 대상으로한 상영회에서 호평을 받았다. 현재 소속사를 통해, 뮤직비디오 및 광고, 그리고 단편 "Shutter"를 준비중이며, 전작에 대한 좋은 평가로, 충무로의 러브콜을 받고 있는 촉망받는 신예감독이다. 그리고, 헐리우드 제작사를 통해, 신인감독 프로젝트에도 참여 중에 있다.

## 영화
- 연출 《Shutter》(2010), 단편, 2010년 촬영예정

/감독/시나리오/촬영/편집/
우리가 눈을 통해 보는 모든 것들은.. 현실일 뿐이지, 진실은 아니다.
- 연출《4.33 Zombie》(2009), 4.33초 단편, 실험영화

/감독/시나리오/음악/촬영/편집/
인간의 본성은 좀비다"란 부제를 가지고, 인간의 괴기스러움을 다양한 촬영방식과 편집을 통해 연출.
- 연출《Wall》(2008),36분 단편, 드라마

/감독/시나리오/편집/
준석과 동혁은 동성연예자로 사랑에 빠진다. 어느새 시들어버린 동혁의 마음에 또다른 남자 서준이 나타나고, 준석에게 이별을 고한다. 동혁을 잊지 못하던 준석은 그를 찾아가지만... 그 곳에서 자신의 아버지인 서준을 보게 되고, 그들은 혼란 속에, 마지막 여행을 준비한다.
- 촬영《학교가는길-미완성》(2004), 연출 최원석

/촬영/

## 뮤직비디오
- 조연출《비-이지우》, 비-이지우(Single) (2010)
- 조연출《그네-이효리》,H-Logic (2010)
- 조연출《니가밉다-2PM 》,2:00PM Time For Change(Single) (2009)
- 편집《사랑이힘들어-나한나》,사랑이 힘들어(Digital Single) (2009)

## 광고
- 조연출《LG디오스냉장고-김희애편》(2009)

## 수상
- 《벽(가제)》 영화진흥위원회 시나리오 공모전 대상 (2005) ↔ 영화《Wall》(2008)

## 기사
- 씨네21 후반기 기대되는 신영화인 인터뷰 (2009)